# 大崎義隆
大崎義隆（1548年—1603年）為日本戰國時代到安土桃山時代的大名。父親為大崎義直，大崎氏第13代、也是最後一代當主。子女有大崎義興、義成等。

## 生平
天文17年（1548年）、誕生。大崎氏從父親義直當政的時代以來就一直從屬於伊達氏，義隆在得到最上義光（正室為義直之女）的支持後想要獨立，因而與伊達氏對立。天正16年（1588年）、大崎氏家中發生寵臣紛爭（大崎騷動），伊達政宗以協助鎮壓為名，發兵進攻、掀起了大崎合戰。此戰結果因黑川晴氏的反叛和最上義光出兵相助，大崎氏得到了勝利。
但是，天正17年（1589年）、政宗在摺上原之戰大捷，滅亡了蘆名氏，成為名副其實的奧州霸主。義隆受到政宗的壓迫，只得再次從屬於伊達氏。
天正18年（1590年）、豐臣秀吉追究沒有參加小田原之戰的責任，義隆遭到改易被沒收了領地（奧州仕置），大崎氏就此滅亡。之後，經前田利家、德川家康等人的斡旋，向秀吉表達復興家業的請求，雙方一度約定大幅度減少大崎氏原有領地，而只給與舊領的一部分（『寶翰類聚楢山文書』所記）。但是在發生葛西大崎一揆事件後，約定作廢，政宗也因鎮壓有功，獲得葛西‧大崎12郡的封賞。此後，義隆輾轉流落到最上氏、蒲生氏、上杉氏各家。慶長8年（1603年）、潦倒地死於越後國。
導致大崎氏滅亡的原因之一「大崎騷動」，是因義隆喜好男色，家中的美少年侍童彼此爭寵、對立，而造成家臣團的分裂。

## 家臣
- 一栗放牛
- 新井田隆景